# Párrafo 175 (película)
Párrafo 175 (Paragraph 175) es un documental del 2000 de Rob Epstein y Jeffrey Friedman, con narración de Rupert Everett. La película cuenta las historias de varios hombres y mujeres que fueron perseguidos por los nazis gracias al artículo 175, que castigaba la sodomía en el código penal alemán desde 1871.
Entre 1933 y 1945 fueron condenadas unas 100.000 personas en base al artículo 175, de los que la mayoría fueron condenados a prisión o cadena perpetua. Entre 10.000 y 15.000 fueron internados en campos de concentración, de los que sobrevivían unos 4.000 al final de la Guerra. De esas personas, en el año 2000 sólo se pudieron encontrar diez con vida. En el documental, cinco de esos antiguos perseguidos, todos de más de 90 años, cuentan por primera vez su historia.
Párrafo 175 ilumina la persecución de los y las homosexuales en el Tercer Reich, poco documentada hasta el momento, y las consecuencias posteriores para las víctimas basándose en las historias personales de cinco víctimas:
- el medio judío y luchador de la resistencia, que ayudó a refugiados en Berlín durante la Guerra;
- Annette Eick, lesbiana judía, que pudo huir a Inglaterra con ayuda de su amante;
- Albrecht Becker, diseñador de producción alemán;
- Pierre Seel, un adolescente de Alsacia.

## Premios
- Ganador del premio Teddy al mejor documental LGBT y premio FIPRESCI en la sección «Panorama», ambos dentro de la Berlinale de 2000.
- Mejor dirección en el Sundance Film Festival de 2000.